# Свинарин
Свина́рин — село в Україні, у Турійській селищній громаді Ковельського району Волинської області. Населення становить 425 осіб.

## Географія
Село розташоване на правому березі річки Турії.

## Історія
У 1906 році село Новодвірської волості Володимир-Волинського повіту Волинської губернії. Відстань від повітового міста 23 верст, від волості 8. Дворів 120, мешканців 887.
12 червня 2020 року, відповідно до розпорядження Кабінету Міністрів України № 708-р «Про визначення адміністративних центрів та затвердження територій територіальних громад Волинської області», увійшло до складу Турійської селищної територіальної громади.
19 липня 2020 року, в результаті адміністративно-територіальної реформи та ліквідації Турійського району, село увійшло до новоутвореного Ковельського району. 

## Населення
Згідно з переписом УРСР 1989 року чисельність наявного населення села становила 406 осіб, з яких 190 чоловіків та 216 жінок.
За переписом населення України 2001 року в селі мешкало 406 осіб.

### Мова
Розподіл населення за рідною мовою за даними перепису 2001 року:
| Мова       | Відсоток |
| ---------- | -------- |
| українська | 99,29 %  |
| російська  | 0,71 %   |

## Пам'ятки
- На захід від села знаходиться загальнозоологічний заказник місцевого значення «Осівський»